# Lógica computacional
A lógica computacional é o uso da lógica para realizar ou raciocinar sobre a computação. Ele tem uma relação semelhante com a ciência da computação e a engenharia, assim como a lógica matemática com a matemática e a lógica filosófica com a filosofia. É sinônimo de " lógica na ciência da computação ".
O termo “lógica computacional” ganhou destaque com a fundação da ACM Transactions on Computational Logic em 2000. No entanto, o termo foi introduzido muito antes, por JA Robinson em 1970. A expressão é usada no segundo parágrafo com uma nota de rodapé afirmando que "lógica computacional" é "certamente uma frase melhor do que 'prova de teorema', para o ramo da inteligência artificial que trata de como fazer as máquinas fazerem deduções com eficiência".
Em 1972, a Unidade de Metamatemática da Universidade de Edimburgo foi renomeada para “O Departamento de Lógica Computacional” na Escola de Inteligência Artificial. O termo foi então usado por Robert S. Boyer e J Strother Moore, que trabalharam no Departamento no início dos anos 1970, para descrever seu trabalho sobre verificação de programa e raciocínio automatizado. Eles também fundaram a Computational Logic Inc.
A lógica computacional também passou a ser associada à programação lógica, porque muitos dos primeiros trabalhos em programação lógica no início dos anos 1970 também ocorreram no Departamento de Lógica Computacional em Edimburgo. Foi reutilizado no início dos anos 1990 para descrever o trabalho em extensões de programação lógica no Projeto de Pesquisa Básica da UE "Compulog" e na Rede de Excelência associada. Krzysztof Apt, que era o coordenador do Projeto de Pesquisa Básica Compulog-II, reutilizou e generalizou o termo quando fundou a ACM Transactions on Computational Logic em 2000 e se tornou seu primeiro Editor-Chefe.